# Sosippus mimus
Sosippus mimus es una especie de araña araneomorfa del género Sosippus, familia Lycosidae. Fue descrita científicamente por Chamberlin en 1924.
Habita en los Estados Unidos.